# Nogent-sur-Eure
Nogent-sur-Eure – miejscowość i gmina we Francji, w Regionie Centralnym, w departamencie Eure-et-Loir.
Według danych na rok 1990 gminę zamieszkiwały 424 osoby, a gęstość zaludnienia wynosiła 46 osób/km² (wśród 1842 gmin Centre, Nogent-sur-Eure plasuje się na 740. miejscu pod względem liczby ludności, natomiast pod względem powierzchni na miejscu 1191.).